# Plavnik
Plavnik est une île inhabitée appartenant à la Croatie.

## Description
Elle est située dans la baie de Kvarner, entre l'île de Krk et l'île de Cres, et a une superficie de 8,6 km2 environ, pour une longueur de 6,3 km sur une largeur de 2,3 km. La longueur de la côte représente 18,4 km.
Une démarche est initiée en 2010 pour une déclaration de réserve zoologique et botanique.

## Galerie

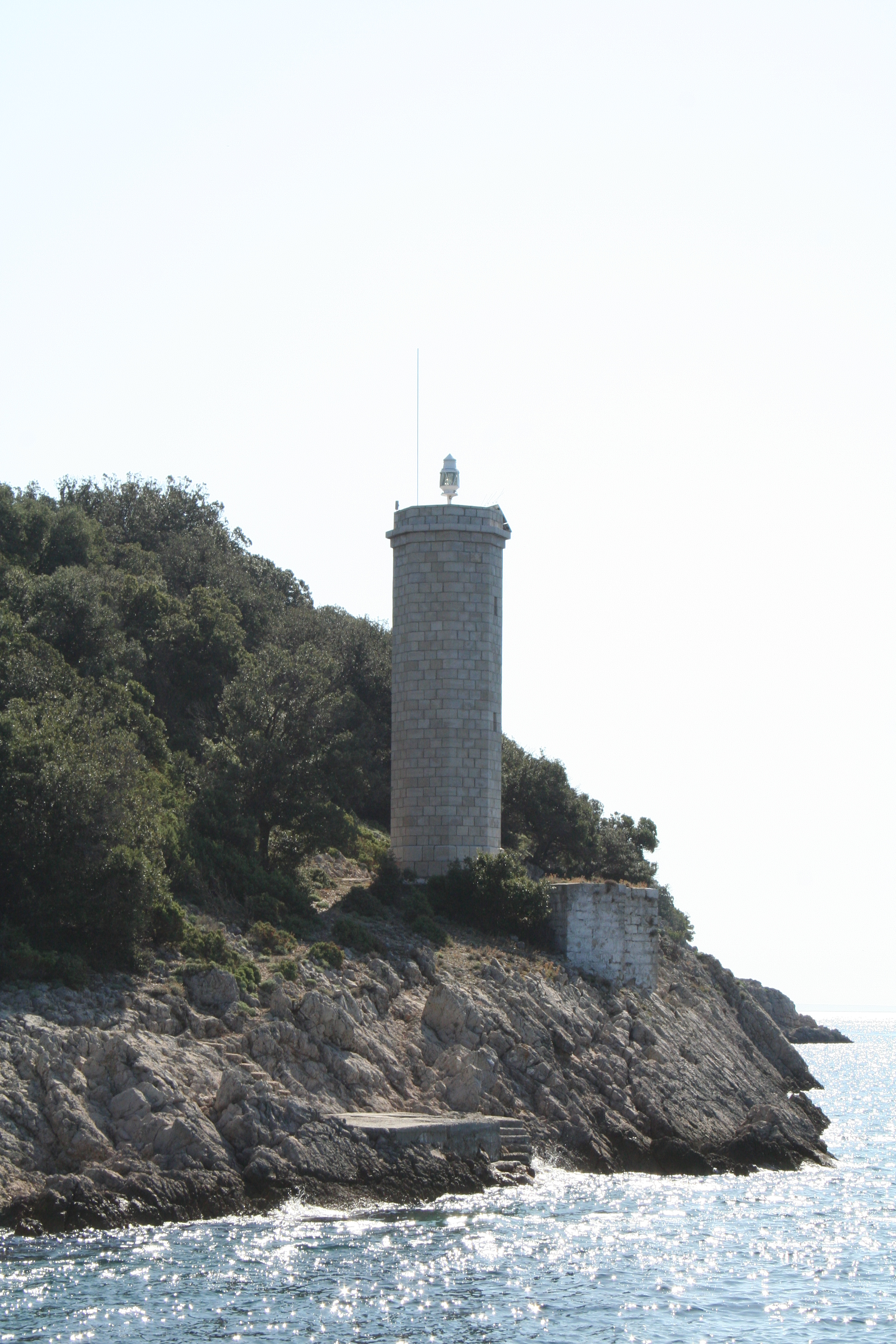
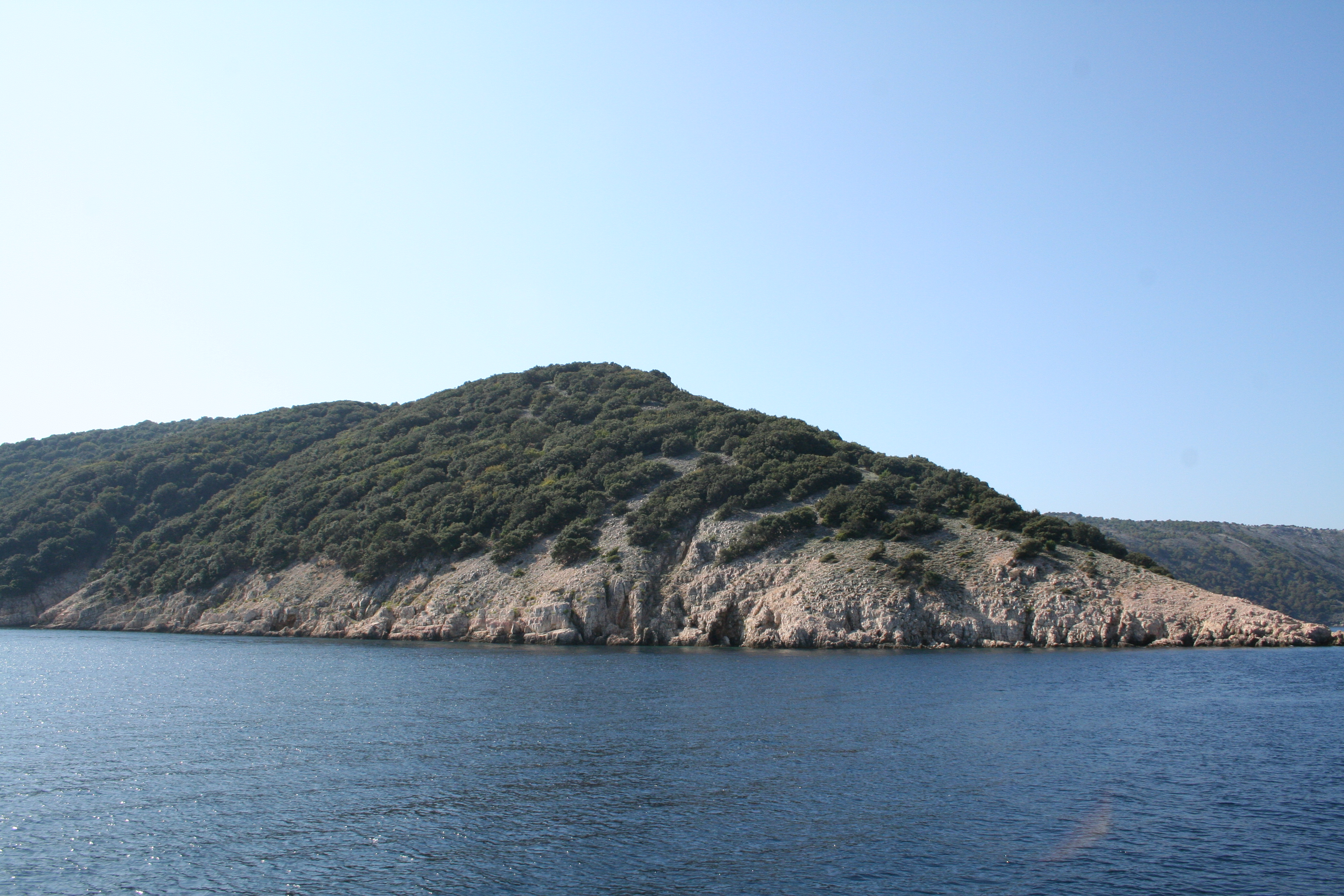

## Sources
1. ↑  http://www.academa.si/zff/Duplancic_Cala_Ujevic_9_1-1.pdf

- (en) Cet article est partiellement ou en totalité issu de l’article de Wikipédia en anglais intitulé « Plavnik » (voir la liste des auteurs).